# Segunda División de baloncesto en silla de ruedas 2019-20
La Segunda División de baloncesto en silla de ruedas de España 2019-20 es la temporada de la tercera competición más importante del baloncesto en silla de ruedas español. Consta de dos grupos (7 y 8 equipos) que juegan una liga regular, en la queue se enfrentan todos contra todos.

## Formato
Para la temporada 2019-20, la CNBSR, por delegación de la Junta Directiva de la FEDDF, será la responsable de la organización de esta competición, que estará formada por dos grupo de 7 y 8 equipos, que disputarán una liga a doble vuelta de todos contra todos.

### Play Off
Finalizada la liga a doble vuelta, se disputarán fases de Play Off, las disputarán los 4 equipos mejor clasificados de cada grupo, siendo el ganador el mejor a 3 partidos. El primer partido se disputaría en el pabellón del equipo peor clasificado en la liga regular, siendo el segundo y un hipotético tercer partido en el pabellón del equipo mejor clasificado en la fase regular.
- a) 1.º A - 4.º B
- b) 2.º A - 3.º B
- c) 2.ª B - 3.º A
- d) 1.º B - 4.º A

Los ganadores se enfrentarán en la Final Four para definir el campeón de Segunda División. Al finalizar la temporada 2019/2020, ascenderán a Primera División los cuatro equipos clasificados para la Final Four, no existiendo esta temporada Promoción de Ascenso debido a los ajustes de equipos en la División de Honor (12) y Primera División (10) a partir de la temporada 2020/2021. El formato de la Final Four será el siguiente:
- Ganador Play Off a) – Ganador Play Off c)
- Ganador Play Off d) – Ganador Play Off b)

Los ganadores de las semifinales accederán a la final, mientras que los perdedores disputarán un partido por el tercer lugar.

## Equipos participantes
Los equipos participantes en la temporada 2019-20 son:
| Grupo A                        | Grupo A                    | Grupo A                               |                              | Grupo B                | Grupo B                            | Grupo B  |
| Equipo                         | Ciudad                     | Pabellón                              |                              | Equipo                 | Ciudad                             | Pabellón |
| CD Churriana - Granada Integra | Granada                    | Polideportivo Churriana de la Vega    | Válida sin barreras-CB Mifas | Gerona                 | Pabellón Municipal Gerona-Fontajau |          |
| CDA Bahía de Cádiz             | Cádiz                      | Pabellón Mun. De Bahía Sur            | CD Discaesports              | Palma de Mallorca      | Polideportivo Príncipes de España  |          |
| CB Sureste GC Santa Lucia      | Las Palmas de Gran Canaria | Pabellón Municipal de Deportes        | UNES FC Barcelona            | San Feliú de Llobregat | Pabellón Juan Carlos Navarro       |          |
| BSR Puertollano                | Puertollano                | Pabellón Santiago Cañizares           | Cocemfe Castelló BSR         | Castellón de la Plana  | Pabelló Ciutat de Castelló         |          |
| Cludemi Fundación UD Almería   | Almería                    | Pabellón Moises Ruiz                  | CB Villa de Leganés          | Leganés                | Pabellón Europa                    |          |
| ADEMI Tenerife                 | Tenerife                   | Complejo Dep. Insular Santa Cruz Ofra | Miarco BSR Petraher          | Valencia               | Polideportivo Nazaret              |          |
| CB BSR Vistazul                | Dos Hermanas               | Pabellón Pepe OT en CSD Vistazul      | BSR Elche                    | Elche                  | Polideportivo El Toscar            |          |
|                                |                            |                                       | GARMAT Aviles                | Avilés                 | Polideportivo Jardín de Cantos     |          |

### Liga regular

#### Grupo A
|                                                                                  | Equipo                         | J  | G | P  | PF  | PC  | DP   | Puntos |
| -------------------------------------------------------------------------------- | ------------------------------ | -- | - | -- | --- | --- | ---- | ------ |
| 1                                                                                | CB BSR Vistazul                | 11 | 9 | 2  | 668 | 492 | 176  | 20     |
| 2                                                                                | CD Churriana - Granada Integra | 12 | 7 | 5  | 705 | 567 | 138  | 19     |
| 3                                                                                | CB Sureste GC Santa Lucía      | 11 | 8 | 3  | 613 | 526 | 87   | 19     |
| 4                                                                                | BSR Puertollano                | 11 | 7 | 4  | 739 | 562 | 177  | 18     |
| 5                                                                                | CDA Bahía de Cádiz             | 11 | 5 | 6  | 571 | 650 | -79  | 16     |
| 6                                                                                | ADEMI Tenerife                 | 11 | 3 | 8  | 475 | 630 | -155 | 14     |
| 7                                                                                | Cludemi Fundación UD Almería   | 11 | 0 | 11 | 375 | 719 | -344 | 11     |
| Fuente: Liga BSR: Clasificación de la Segunda División; actualización automática |                                |    |   |    |     |     |      |        |

#### Grupo B
|                                                                                  | Equipo                       | J  | G  | P  | PF  | PC  | DP   | Puntos |
| -------------------------------------------------------------------------------- | ---------------------------- | -- | -- | -- | --- | --- | ---- | ------ |
| 1                                                                                | UNES FC Barcelona            | 12 | 12 | 0  | 876 | 365 | 511  | 24     |
| 2                                                                                | CB Villa de Leganés          | 13 | 10 | 3  | 625 | 440 | 185  | 22     |
| 3                                                                                | GARMAT Aviles                | 13 | 7  | 6  | 599 | 585 | 14   | 20     |
| 4                                                                                | BSR Elche                    | 12 | 7  | 5  | 584 | 518 | 66   | 19     |
| 5                                                                                | CD Discaesports              | 13 | 6  | 7  | 513 | 588 | -75  | 19     |
| 6                                                                                | Válida sin barreras-CB Mifas | 13 | 4  | 9  | 470 | 661 | -191 | 17     |
| 7                                                                                | Miarco BSR Petraher          | 13 | 3  | 10 | 436 | 741 | -305 | 16     |
| 8                                                                                | Cocemfe Castelló BSR         | 13 | 2  | 11 | 480 | 685 | -205 | 15     |
| Fuente: Liga BSR: Clasificación de la Segunda División; actualización automática |                              |    |    |    |     |     |      |        |

## Play Off
Se disputará un playoff para definir los equipos participantes a la Final Four.
| Equipo 1    | Series | Equipo 2    | 1.er partido | 2.º partido | 3.er partido |
| ----------- | ------ | ----------- | ------------ | ----------- | ------------ |
| 1.º Grupo A | PO A   | 4.º Grupo B | Por definir  | Por definir | Por definir  |
| 2.º Grupo A | PO B   | 3.º Grupo B | Por definir  | Por definir | Por definir  |
| 2.º Grupo B | PO C   | 3.º Grupo A | Por definir  | Por definir | Por definir  |
| 1.º Grupo B | PO D   | 4.º Grupo A | Por definir  | Por definir | Por definir  |

## Final Four
La disputarán los equipos vencedores de la fase de Play Off. Servirá para definir el campeón, los ascendidos y el tercer lugar.
|  | Semifinales    | Semifinales    |               |   | Final | Final |
|  |                |                |               |   |       |       |
|  |                |                |               |   |       |       |
|  |                |                |               |   |       |       |
|  | ? Ganador PO A | 0              |               |   |       |       |
|  | ? Ganador PO A | 0              |               |   |       |       |
|  | ? Ganador PO C | 0              |               |   |       |       |
|  | ? Ganador PO C | 0              | ? Ganador SF1 | 0 |       |       |
|  |                |                | ? Ganador SF1 | 0 |       |       |
|  |                | ? Ganador SF 2 | 0             |   |       |       |
|  | ? Ganador PO D | ? Ganador SF 2 | 0             | 0 |       |       |
|  | ? Ganador PO D |                |               | 0 |       |       |
|  | ? Ganador PO B | 0              |               |   |       |       |
|  | ? Ganador PO B | 0              |               |   |       |       |

### Definición del 3.º lugar
| Equipo 1             | Resultado | Equipo 2             |
| -------------------- | --------- | -------------------- |
| Perdedor Semifinal 1 |           | Perdedor Semifinal 2 |

#### Ascendidos aPrimera División
| Bandera de ?        | Bandera de ?        | Bandera de ?        | Bandera de ?        |
| Ganador PO A        | Ganador PO B        | Ganador PO C        | Ganador PO D        |
| Ascendido: --/03/20 | Ascendido: --/03/20 | Ascendido: --/03/20 | Ascendido: --/03/20 |